# Eric Young (honkballer)
Eric Orlando Young (New Brunswick, 18 mei 1967) is een voormalig MLB tweede honkman en linksvelder en momenteel eerste-honkcoach voor de Arizona Diamondbacks.

## Honkballoopbaan
Young begon zijn MLB-carrière bij de Los Angeles Dodgers in 1992, maar werd al snel een van de originele Colorado Rockies in 1993. Hij sloeg bij zijn allereerste slagbeurt in dat team een homerun op 9 april 1993. Hij hielp de club naar de eerste postseason series in 1995 waarin ze uitgeschakeld werden door de Atlanta Braves met 3-1 in de best-of five series. Zijn beste seizoenen waren met de Rockies, waarbij hij een All-Star en winnaar van een Silver Slugger Award was als tweede honkman in 1996. In 1996 had hij een slaggemiddelde van .324, met 8 homeruns, 74 RBI en 53 gestolen honken.
In de jaren '90 was Young een van de beste honkenstelers in de major league. Op 30 juni 1996 wist hij het tweede, derde en thuishonk te stelen in een inning in een wedstrijd tegen de Los Angeles Dodgers. In 1997 werd Young terugverkocht aan de Los Angeles Dodgers in ruil voor werper Pedro Astacio. Young zette het stelen van honken en het slaan van vaste gemiddelden voort in Los Angeles tussen 1998 en 1999.
In 1999 verkochten de Dodgers Young aan de Chicago Cubs. In 2000 had hij een slaggemiddelde van .297, met 6 homeruns, 98 innings en 54 gestolen honken. In 2001 speelde hij een soortgelijk seizoen. In januari 2002 tekende Young als free agent bij de Milwaukee Brewers. In 2003 sloeg hij 15 homeruns. Young speelde later nog voor de Texas Rangers en de San Diego Padres, waar hij voornamelijk als pinch-runner werd ingezet. Op 1 augustus 2006 werd Young door de Padres ontslagen en een maand later ging hij terug naar de Rangers. In oktober datzelfde jaar werd hij weer free agent, maar wist uiteindelijk niet meer in de Majors te spelen.

## Verder verloop
Youngs zoon, Eric Young Jr., volgt in zijn vaders voetsporen. Eric Jr. studeerde in 2003 af aan de Piscataway Township High School en maakte zijn major league debuut op 25 augustus 2009 voor de Colorado Rockies als vervanger van Dexter Fowler.
Young is momenteel analist voor het sportprogramma Baseball Tonight. Hij was daarnaast roving instructor voor de Houston Astros en hielp met hun veld- en honklooptechniek. Op 17 oktober 2010 werd Young eerste-honkcoach voor de Arizona Diamondbacks.